# Sainte-Colombe (Gironda)
Sainte-Colombe è un comune francese di 445 abitanti situato nel dipartimento della Gironda nella regione della Nuova Aquitania.

## Società

### Evoluzione demografica
Abitanti censiti